# Sixplein

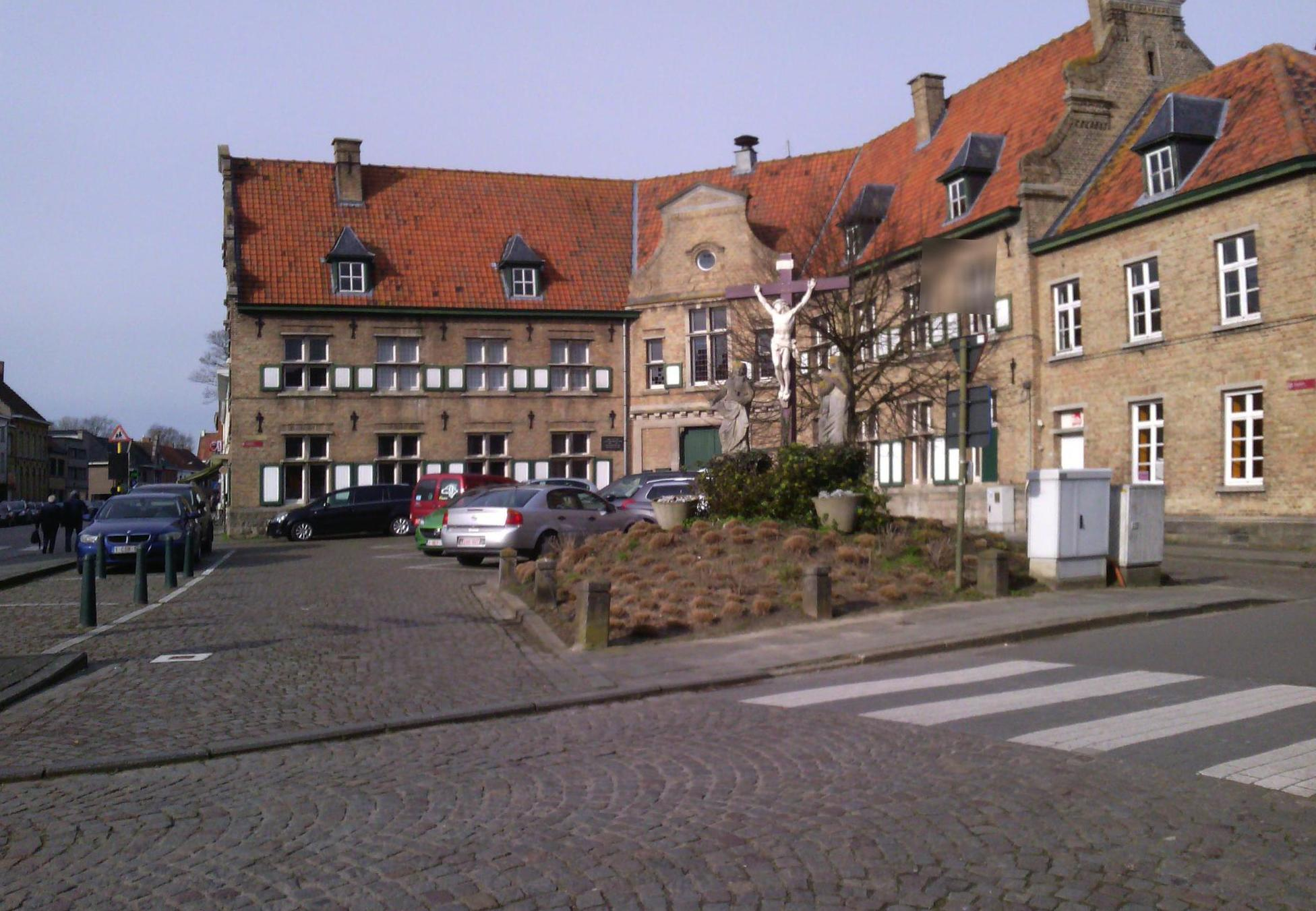
Sixplein straatbeeld

Het Sixplein is een plein in de dorpskern van het West-Vlaamse Vlamertinge (deelgemeente van en bij Ieper). Het plein ligt aan het kruispunt van de Poperingseweg (N308) en de Hospitaalstraat. Het pleintje is vernoemd naar de bisschop Joris Six. Kenmerkend aan het plein is het grote houten Christus-kruis dat in 1929 werd vervangen door een nieuw, gelijkaardig beeld en het voormalige gemeentehuis.. De vrijheidsboom die de calvarie beschaduwd, werd geplant op 30 november 1919 als herinnering aan de bevrijding. Het hele plein is geregistreerd als bouwkundig erfgoed.
Sinds 5 maart 2014 is de bibliotheek er gevestigd.

## Trivia
- In de volksmond wordt het plein ook wel Monseigneur Sixplein genoemd en er wordt ook op die manier naar verwezen in publicaties.[4][6]